# Charles Gumery

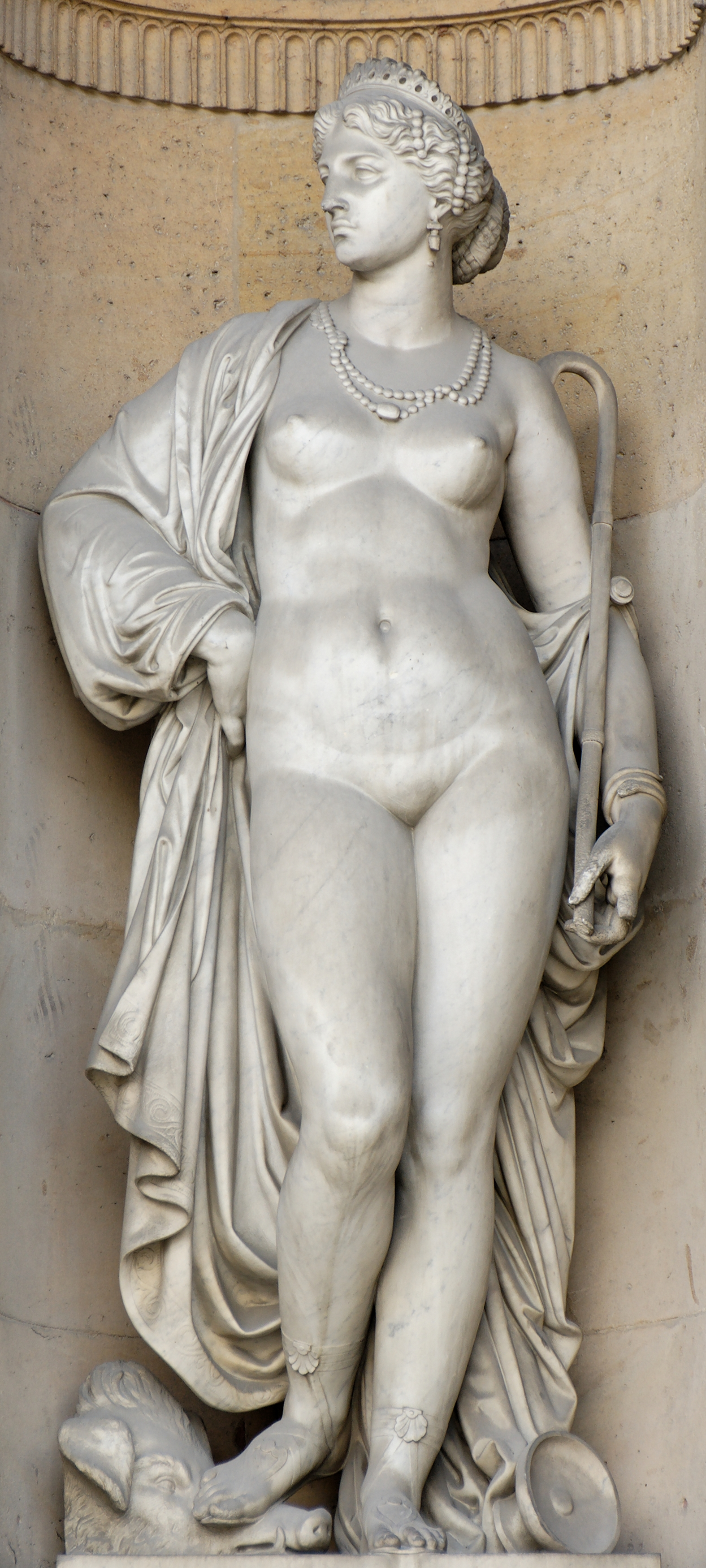
Circe, Cour Carree van het Louvre, 1860

Charles-Alphonse-Achille Gumery (14 juni 1827-19 januari 1871) was een Franse beeldhouwer. Verschillende van zijn figuren zijn gebaseerd op de Opéra Garnier, met als bekendste voorbeeld de groep La Danse. Deze werd door hem in opdracht gemaakt, nadat de groep door Jean-Baptiste Carpeaux onaanvaardbaar was bevonden.
Hoewel hij werd geboren in de wijk van Vaugirard in Parijs, kwam Charles Gumery uit een middenklasse familie. Zijn vader, Nicolas Gumery, was een onderwijzer.
Charles Gumery studeerde als leerling van Armand François Toussaint (1806-1862) aan de École des Beaux-Arts in Parijs. In 1850 ontving hij de Prix de Rome. Hij werd een vooraanstaand beeldhouwer van het Tweede Rijk. Op 29 jun 1867 werd hij bekroond met de Legion d'Honneur.
Gomery is begraven in de Cimetière de Montmartre. Zijn grafsteen wordt bekroond door een gebeeldhouwde buste door zijn leerling Jean Gautherin.

## Geselecteerde werken
Zijn werk in Parijs omvat:
- De vergulde figurale groepen L'Harmonie en La Poesie bekroning paviljoens het einde van de Palais Garnier
- Circe op de zuidelijke gevel van de Cour Carree in het Louvre paleis, 1860
- Het zinnebeeld van Amsterdam in de Gare du Nord, circa 1846
- Het zinnebeeld van Temperance in de Fontaine Saint-Michel, 1858-60

- Bibliothèque nationale de France: cb14975356c (data)
- International Standard Name Identifier: 0000 0000 6660 2988
- Base Léonore: LH//1249/34
- Nationale bibliotheek van Australië: 60597896
- Système universitaire de documentation: 181669722
- Union List of Artist Names: 500077461
- Virtual International Authority File: 10121841